# Reinier Craeyvanger
Reinier Craeyvanger (Utrecht, 29 février 1812 - Amsterdam, 10 janvier 1880) est un peintre, graveur et musicien (basse, contrebassiste, violoncelliste) néerlandais. Il est connu par ses œuvres et par des copies de grands maîtres comme Jan Steen, Gerard Dou ou Frans van Mieris l'Ancien.
Son frère Gijsbertus est aussi peintre, et leur père Gerardus est musicien.
Reinier étudie à l'Académie royale des beaux-arts d'Amsterdam, où il est élève de Jan Willem Pieneman, parmi d'autres.
Il est membre d'Arti et Amicitiae et l'un des membres fondateurs de De Haagse Etsclub (nl) à La Haye.

## Galerie

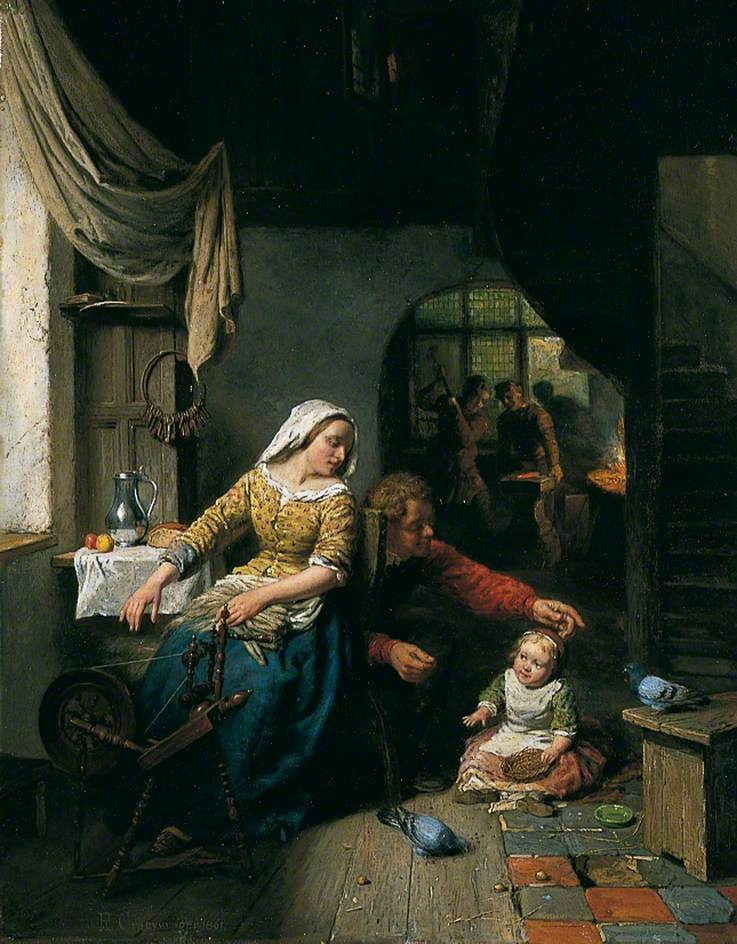
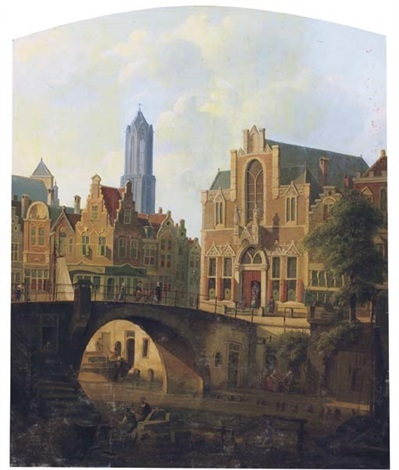
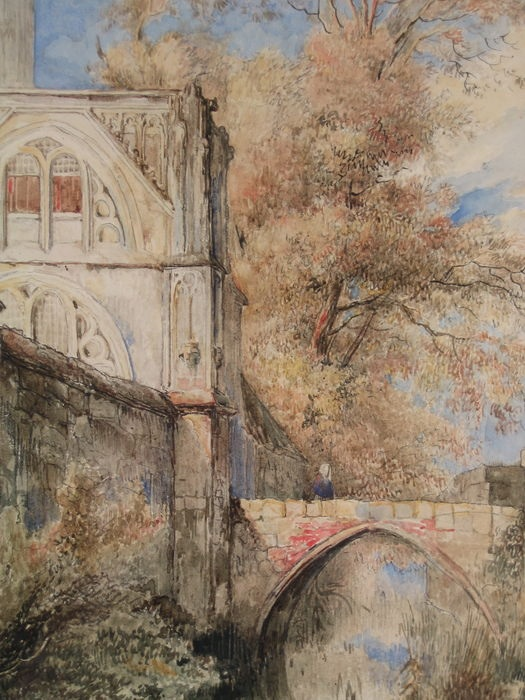
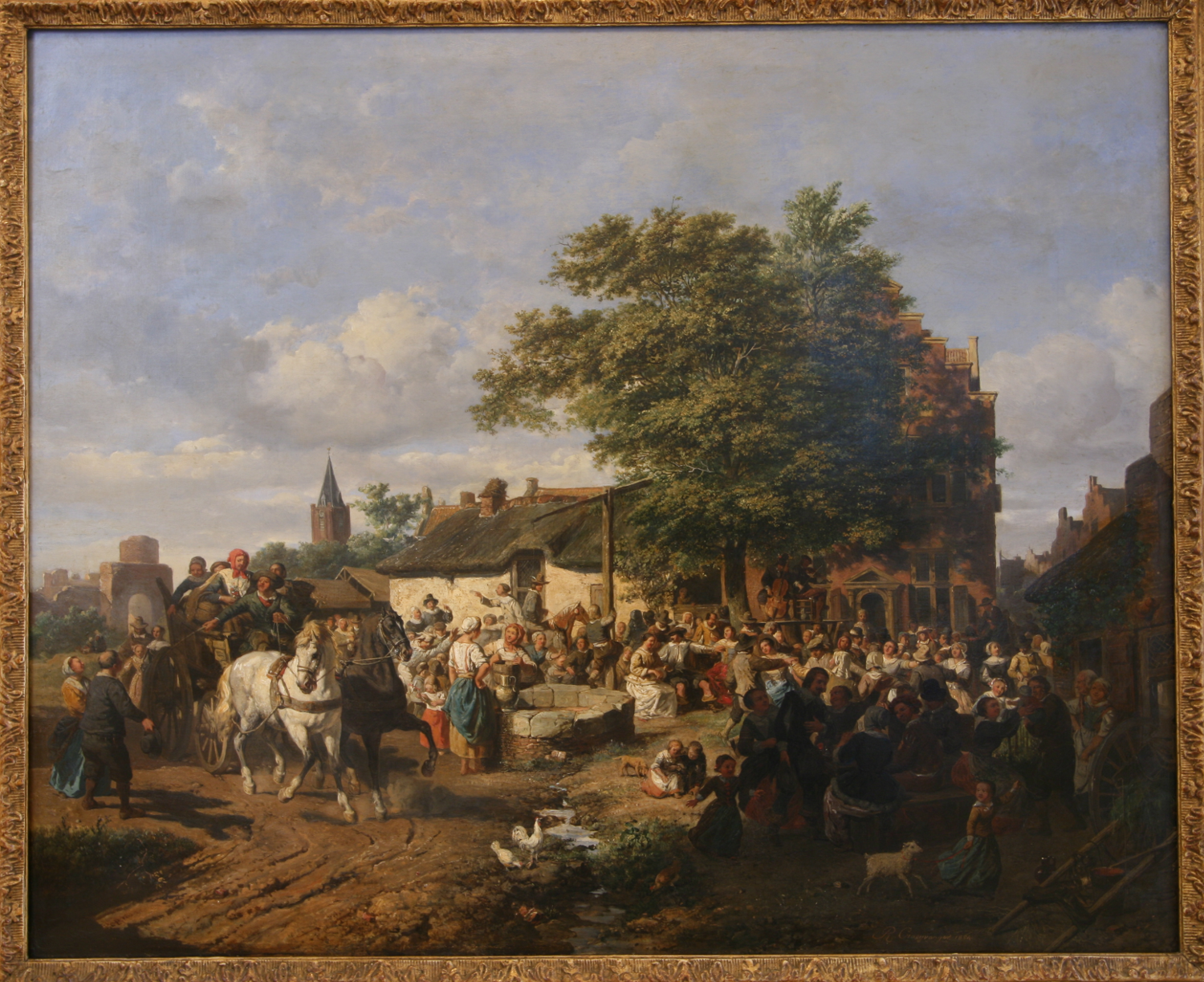